# Hal Stone
Pour les articles homonymes, voir Stone.
 (juillet 2008).
Si vous disposez d'ouvrages ou d'articles de référence ou si vous connaissez des sites web de qualité traitant du thème abordé ici, merci de compléter l'article en donnant les références utiles à sa vérifiabilité et en les liant à la section « Notes et références ».
Hal Stone, né le 14 décembre 1927 à Détroit (Michigan) et mort le 23 mai 2020, est un psychologue et psychothérapeute américain qui a développé avec sa seconde épouse, Sidra, la Psychologie des Subpersonnalités et de l'Ego Conscient. C'est un écrivain, conférencier et enseignant internationalement acclamé. Tous deux ont donné des stages, séminaires et formations jusqu'en 2012. Leur travail a été diffusé dans 26 pays différents.

## Biographie
Il est docteur en psychologie, psychothérapeute et cocréateur du Voice Dialogue. Il a gagné en 2003 le VIDA lifetime Award pour l'ensemble de son travail (Vision, Innovation, Dedication et Achievement). Il a édité plusieurs ouvrages avec sa femme, Sidra Winkelman Stone sur le Voice Dialogue et le processus d'Ego Conscient. Il a eu deux enfants avec sa première femme Audrey Stone : Judith Tamar Stone et Joshua David Stone (+).
Il habite en Californie du nord avec sa femme, Sidra Stone.
Références : Embrasser le Ciel et la Terre de Hal Stone chez Warina Editions

## Voice dialogue
Le but du Voice Dialogue est de développer un processus d'Ego conscient. « Il est difficile de se rappeler quand et comment les considérations théoriques sont venues se mêler à cet intense travail personnel. Nous étions l’un et l’autre des psychologues, avec une pratique de psychothérapeutes. Certains événements ont eu lieu, des changements se sont mis en place extrêmement rapidement, et assez naturellement, nous avons commencé à organiser notre pensée autour de ce qui se passait. Ce que nous avons réalisé en premier, c’est que ces subpersonnalités à l’intérieur de nous se comportaient comme de réelles personnes et qu’elles devaient être traitées avec le plus grand respect. Lorsqu’elles se sentaient jugées ou manipulées, elles se retiraient. Il est aussi devenu clair très vite que pour qu’une subpersonnalité reste en présence d’un faciliteur, ce dernier devait rester totalement présent : la subpersonnalité demandait une forte connexion énergétique, une connexion capable de la retenir. C’était bien avant que nous ne développions d’une manière beaucoup plus sophistiquée l’énergétique du Voice Dialogue, mais c’était le commencement. »

## Publications
- Stone, H., Winkelman, S., Embracing Our Selves: The Voice Dialogue Manual. Nataraj Publishing, 1993.  (ISBN 1-882591-06-2)
- Traduction française : Accueillir tous ses "je", manuel de Voice Dialogue, Warina Editions  (ISBN 978-2-9530474-5-5)
- Stone, H., Stone, S., Embracing Each Other: How to Make All Your Relationships Work for You. Delos Publications, 1989.  (ISBN 1-56557-062-6)
- Traduction française : Les relations source de croissance, Le Souffle d'Or
- Stone, H., Stone S., Embracing Your Inner Critic: Turning Self-Criticism into a Creative Asset. San Francisco: HarperSanFrancisco, 1993.  (ISBN 0-06-250757-5)
- Traduction française : Le Critique Intérieur, Warina Editions  (ISBN 978-2-9530474-4-8)
- Stone, S., Stone, H., You Don't Have to Write a Book!. Delos Publications, 1998.  (ISBN 1-56557-060-X)
- Stone, H., Stone S., Partnering: A New Kind of Relationship. New World Library, 2000.  (ISBN 1-57731-107-8)
- Traduction française : Vivre en couple : rester amants, devenir partenaire, Warina Editions  (ISBN 978-2-9530474-2-4)
- Stone, S., The Shadow King: The Invisible Force That Holds Women Back. Backinprint.com, 2000.  (ISBN 0-595-13755-5)
- Traduction française : Le Patriarche Intérieur, Warina Editions  (ISBN 978-2-9530474-7-9)
- Embracing Heaven & Earth, Hal Stone, Delos Inc, publisher 1985
- Traduction française :  Embrasser le Ciel et la Terre, Warina Editions  (ISBN 978-2-9530474-6-2)